# Erich Srbek
Erich Srbek (Praga, 4 giugno 1908 – 24 febbraio 1973) è stato un calciatore cecoslovacco, di ruolo difensore o centrocampista.

## Statistiche da allenatore

### Club
In grassetto le competizioni vinte.
| Stagione        | Squadra                                                                    | Campionato      | Campionato | Campionato | Campionato | Campionato | Coppe nazionali | Coppe nazionali | Coppe nazionali | Coppe nazionali | Coppe nazionali | Coppe continentali | Coppe continentali | Coppe continentali | Coppe continentali | Coppe continentali | Altre coppe | Altre coppe | Altre coppe | Altre coppe | Altre coppe | Totale | Totale | Totale | Totale | Vittorie % | Piazzamento |
| Stagione        | Squadra                                                                    | Comp            | G          | V          | N          | P          | Comp            | G               | V               | N               | P               | Comp               | G                  | V                  | N                  | P                  | Comp        | G           | V           | N           | P           | G      | V      | N      | P      | %          | Piazzamento |
| --------------- | -------------------------------------------------------------------------- | --------------- | ---------- | ---------- | ---------- | ---------- | --------------- | --------------- | --------------- | --------------- | --------------- | ------------------ | ------------------ | ------------------ | ------------------ | ------------------ | ----------- | ----------- | ----------- | ----------- | ----------- | ------ | ------ | ------ | ------ | ---------- | ----------- |
| 1947-1948       | Sparta Bubeneč Bratrství Sparta Sparta ČKD Sokolovo Spartak Praga Sokolovo | SL              | ?          | ?          | ?          | ?          | -               | -               | -               | -               | -               | -                  | -                  | -                  | -                  | -                  | -           | -           | -           | -           | -           | 0      | 0      | 0      | 0      | —          | 1º          |
| 1949            | Sparta Bubeneč Bratrství Sparta Sparta ČKD Sokolovo Spartak Praga Sokolovo | CM              | 26         | 16         | 5          | 5          | -               | -               | -               | -               | -               | -                  | -                  | -                  | -                  | -                  | -           | -           | -           | -           | -           | 26     | 16     | 5      | 5      | 61,54      | 2º          |
| 1950            | Sparta Bubeneč Bratrství Sparta Sparta ČKD Sokolovo Spartak Praga Sokolovo | CM              | 26         | 13         | 9          | 4          | -               | -               | -               | -               | -               | -                  | -                  | -                  | -                  | -                  | -           | -           | -           | -           | -           | 26     | 13     | 9      | 4      | 50,00      | 2º          |
| 1951            | Sparta Bubeneč Bratrství Sparta Sparta ČKD Sokolovo Spartak Praga Sokolovo | MR              | 26         | 13         | 7          | 6          | -               | -               | -               | -               | -               | -                  | -                  | -                  | -                  | -                  | -           | -           | -           | -           | -           | 26     | 13     | 7      | 6      | 50,00      | 2º          |
| 1952            | Sparta Bubeneč Bratrství Sparta Sparta ČKD Sokolovo Spartak Praga Sokolovo | MR              | 26         | 18         | 5          | 3          | -               | -               | -               | -               | -               | -                  | -                  | -                  | -                  | -                  | -           | -           | -           | -           | -           | 26     | 18     | 5      | 3      | 69,23      | 1º          |
| 1953            | Sparta Bubeneč Bratrství Sparta Sparta ČKD Sokolovo Spartak Praga Sokolovo | PR              | 13         | 9          | 1          | 3          | -               | -               | -               | -               | -               | -                  | -                  | -                  | -                  | -                  | -           | -           | -           | -           | -           | 13     | 9      | 1      | 3      | 69,23      | 2º          |
| 1957-1958       | Sparta Bubeneč Bratrství Sparta Sparta ČKD Sokolovo Spartak Praga Sokolovo | IL              | 33         | 17         | 6          | 10         | -               | -               | -               | -               | -               | -                  | -                  | -                  | -                  | -                  | -           | -           | -           | -           | -           | 33     | 17     | 6      | 10     | 51,52      | 2º          |
| Totale carriera | Totale carriera                                                            | Totale carriera | 150+       | 86+        | 33+        | 31+        |                 | -               | -               | -               | -               |                    | -                  | -                  | -                  | -                  |             | -           | -           | -           | -           | 150    | 86     | 33     | 31     | 57,33      |             |

## Palmarès

### Giocatore

#### Club

##### Competizioni nazionali
- Campionato cecoslovacco: 2

Sparta Praga: 1931-1932, 1935-1936

##### Competizioni internazionali
- Coppa dell'Europa Centrale: 1

Sparta Praga: 1935

### Allenatore
- Campionato cecoslovacco: 2

Sparta Praga: 1947-1948, 1952